# Олеат кальция
Олеат кальция — химическое соединение,
соль кальция и олеиновой кислоты
с формулой Ca(C18H33O2)2,
бледно-желтое вещество,
не растворяется в воде,
образует кристаллогидраты.

## Физические свойства
Олеат кальция образует бледно-желтое вещество,
не растворяется в воде, этаноле и диэтиловом эфире,
растворяется в бензоле и хлороформе.
Поглощает влагу из воздуха с образованием кристаллогидрата состава Ca(C18H33O2)2•H2O.

## Применение
Загуститель для смазочных материалов.